# ساو بورخا، ريو غراندي دو سول
ساو بورخا (São Borja) هي مدينة برازيلية في ولاية ريو غراندي دو سول. ساو بورخا هي أقدم بلدية في ولاية ريو غراندي دو سول البرازيلية، وقد أسسها اليسوعيون في عام 1682 كأول النقاط السبع للمستعمرات، وسُميت ساو فرانسيسكو دي بورخا على شرف القديس فرانسيس بورخيا .

## القرب من الأرجنتين
تقع على الحدود الغربية لريو غراندي دو سول على الحدود مع الأرجنتين والذي يفصلها نهر الأوروغواي.
يخدمها أيضًا مطار ساو بورخا، وترتبط المدينة بمدينة سانتو تومي الأرجنتينية عبر جسر التكامل.

## التراث الرئاسي
تُعرف ساو بورخا باسم أرض الرؤساء لأنها مسقط رأس رئيسين برازيليين: جيتيليو فارجاس (1882-1954) وجواو غولار (1919-1976).

## أعلام
- بيتو كامبوس
- دانييلا إسكوبار
- إيفو ديوغو
- جواو غولار
- صامويل روزا
- جيتوليو فارجاس